# Cimekar
Cimekar is een bestuurslaag in het regentschap Bandung van de provincie West-Java, Indonesië. Cimekar telt 31.403 inwoners (volkstelling 2010).